# Campionati mondiali di volo con gli sci 2008
I Campionati mondiali di volo con gli sci 2008, ventesima edizione della manifestazione, si svolsero dal 22 al 24 febbraio a Oberstdorf, in Germania, e contemplarono esclusivamente gare maschili. Furono assegnati due titoli; per la prima volta entrambe le gare si sono svolte in notturna.

## Risultati

### Individuale
Martin Koch effettuò il salto più lungo della gara con 221 m al secondo salto. Bjørn Einar Romøren era in testa alla classifica dopo i primi due salti, ma un corto terzo salto lo fece scalare in terza posizione, cosicché Koch al termine del terzo turno di salti prese la vetta della classifica. Schlierenzauer, dopo aver fatto il secondo miglior salto delle prime tre serie, fece il salto più lungo dell'ultima e vinse i Mondiali per la prima volta. Il due volte campione del mondo di volo con gli sci, il norvegese Roar Ljøkelsøy, chiuse 32°, eliminato dopo il primo salto.
| Posizione | Atleta                | Nazione   | Punti |
| --------- | --------------------- | --------- | ----- |
| 1         | Gregor Schlierenzauer | Austria   | 835,4 |
| 2         | Martin Koch           | Austria   | 824,7 |
| 3         | Janne Ahonen          | Finlandia | 811,9 |
| 4         | Bjørn Einar Romøren   | Norvegia  | 804,6 |
| 5         | Janne Happonen        | Finlandia | 801,7 |
| 6         | Harri Olli            | Finlandia | 787,4 |

22-23 febbraio

Trampolino: Heini Klopfer

4 serie di salti

### Gara a squadre
Gregor Schlierenzauer effettuò il salto più lungo della giornata con 217 m.
| Posizione | Nazione   | Atleti                                                              | Punti  |
| --------- | --------- | ------------------------------------------------------------------- | ------ |
| 1         | Austria   | Martin Koch Thomas Morgenstern Andreas Kofler Gregor Schlierenzauer | 1553,3 |
| 2         | Finlandia | Janne Happonen Harri Olli Matti Hautamäki Janne Ahonen              | 1477,0 |
| 3         | Norvegia  | Bjørn Einar Romøren Anders Bardal Tom Hilde Anders Jacobsen         | 1453,2 |
| 4         | Germania  | Georg Späth Michael Uhrmann Martin Schmitt Michael Neumayer         | 1361,7 |
| 5         | Russia    | Dmitrij Vasil'ev Il'ja Rosljakov Pavel Karelin Denis Kornilov       | 1308,1 |
| 6         | Rep. Ceca | Antonín Hájek Roman Koudelka Jan Matura Borek Sedlák                | 1298,9 |

24 febbraio

Trampolino: Heini Klopfer

2 serie di salti

## Medagliere per nazioni
| Posizione | Nazione   | Oro | Argento | Bronzo | Totale |
| --------- | --------- | --- | ------- | ------ | ------ |
| 1         | Austria   | 2   | 1       | 0      | 3      |
| 2         | Finlandia | 0   | 1       | 1      | 2      |
| 3         | Norvegia  | 0   | 0       | 1      | 1      |